# Catedral de Nuevo Laredo
La Catedral del Espíritu Santo es la sede de la Diócesis de Nuevo Laredo. Está situada en la avenida de Paseo Colón en Nuevo Laredo. El primer obispo de la catedral fue Ricardo Watty Urquidi desde 1989. La catedral es la iglesia madre a más de 800.000 católicos en la diócesis. La catedral fue establecida el 6 de noviembre de 1989.

## Obispos
- Ricardo Watty Urquidi, M.Sp.S. (1989-2008)
- Gustavo Rodríguez Vega (2008-2015)
- Mons. Enrique Sánchez Martínez (2015-Actual)